# Championnats d'Afrique féminins de boxe amateur 2001
Navigation
Édition suivante
Les championnats d'Afrique féminins de boxe amateur 2001 se déroulent au Caire, en Égypte, du 5 au 9 juillet 2001.

## Résultats
| Catégories | Or                    | Argent                    | Bronze |
| -45 kg     | Nagwa Ibrahim Mohamed | Ikhlas Sabit Fahim        |        |
| -48 kg     | Nadia El Said         | Jehan El Said             |        |
| -51 kg     | Asmaa Mahmoud Khalil  | Eman El Tokhy             |        |
| -54 kg     | Maiada Hilal          | Asmaa Mahmoud Ebdelaziz   |        |
| -57 kg     | Marwa Ibrahim Abdel   | Fatma Mohamed El Said     |        |
| -60 kg     | Hanan Abdelmonem      | Fatma Aziz                |        |
| -63,5 kg   | Irene Semakula        | Neama Mohamed Gomaa       |        |
| -67 kg     | Florence Nalukwago    | Gehad Yosry Hassan        |        |
| -71 kg     | Rana Mohamed El Said  | Gamela El Goze            |        |
| -75 kg     | Ibtisam Abdel Azim    | Kabira Roshdy             |        |
| -81 kg     | Marwa Bakr Hibish     | Amera Mohamed Abdel Kreim |        |

## Référence
1. ↑  (en) « 1.Women's African Championships - Cairo, Egypt - July 5-9 2001 », sur amateur-boxing.strefa.pl (consulté le 15 décembre 2019)